# Kronos (film, 1957)
Kronos est un film de science-fiction américain réalisé par Kurt Neumann, sorti en 1957.

## Résumé
Une énorme soucoupe volante largue un objet lumineux vers la Terre. Celui-ci intercepte un automobiliste sur une route isolée. L'objet s'empare du corps de l'homme et le dirige vers LabCentral, un centre de recherche américain qui suit la soucoupe au radar en pensant qu'il s'agit d'un astéroïde.
Le corps possédé de l'homme se fraye un chemin dans le laboratoire et l'entité à l'intérieur prend le contrôle du responsable scientifique, le docteur Eliot. La soucoupe continue de se diriger vers la Terre, et devient potentiellement dangereuse, l'armée appelée à la rescousse lance trois missiles nucléaires dans sa direction, mais c'est un échec. La soucoupe se contente de dévier sa trajectoire et s'abîme dans l'océan Pacifique au large des côtes mexicaines. Conscient qu'il faut faire vite, trois employés du laboratoire se dirigent vers les côtes mexicaines. Peu après leur arrivée, ils voient la soucoupe apparaître à la surface de l'océan. 
Le lendemain matin, le petit groupe aperçoit une énorme machine articulée sur la plage. Le docteur Eliot sert d'interface entre la machine (que les journalistes ont baptisé Kronos) et les informations terriennes. C'est ainsi qu'il la dirige vers une centrale électrique mexicaine qu'il détruit entièrement en en pompant toute l'énergie disponible. Une attaque aérienne de l'armée mexicaine se termine par un fiasco total.
Eliot demande au Pentagone de bombarder Kronos avec une bombe atomique. Personne ne sait qu'une telle opération, non seulement ne détruira pas le monstre mais le rendra encore plus fort puisqu'il augmentera son potentiel énergétique. Dans un flash de lucidité, Eliot parvient à expliquer qu'il est sous emprise extraterrestre. Le Pentagone tente de faire revenir l'avion qui devait bombarder Kronos, mais il est trop tard.
Alors que tout semblait perdu, le docteur Gaskell à l'idée de faire une manœuvre qui permettra à Kronos de s'autodétruire. L'opération, assez délicate, réussit, et Gaskell peut maintenant après toutes ces émotions aller au cinéma avec sa fiancée

## Fiche techniqu e
- Titre : Kronos
- Réalisateur : Kurt Neumann
- Scénario : Lawrence L. Goldman d'après une histoire d'Irving Block
- Musique : Paul Sawtell, Bert Shefter
- Photographie :	Karl Struss
- Date de sortie : avril 1957 Etats-Unis
- Durée : 78 minutes
- Format : Noir et blanc
- Genre : Science Fiction

## Distribution
- Jeff Morrow : Dr. Leslie Gaskell
- Barbara Lawrence : Vera Hunter
- John Emery : Dr. Hubbell Eliot
- George O'Hanlon : Dr. Arnold Culver
- Morris Ankrum : Dr. Albert Stern
- Kenneth Alton : McCrary, le conducteur du pickup
- John Parrish : Général Perry
- Jose Gonzales : Gonzales : Manuel Ramirez
- Richard Harrison : un pilote de chasse
- Marjorie Stapp : une infirmière
- Robert Shayne : un général de l'armée de l'air
- Don Eitner : un météorologue
- Gordon Mills : un sergent
- John Halloran : un vigile à l'entrée du labo
- Robert Stevenson : un journaliste de télévision
- Baxter Ward : un journaliste de télévision